# Cristian Quintero
Cristian Quintero Valero, född 14 oktober 1992, är en venezuelansk simmare.
Quintero tävlade i tre grenar (200 meter frisim, 400 meter frisim och 4 x 100 meter frisim) för Venezuela vid olympiska sommarspelen 2012 i London.
Vid olympiska sommarspelen 2016 i Rio de Janeiro tävlade Quintero i fyra grenar (50 meter frisim, 100 meter frisim, 200 meter frisim och 400 meter frisim).